# Ramzi Safouri
Ramzi Safouri (in ebraico רמזי ספורי‎?; Giaffa, 21 ottobre 1995) è un calciatore israeliano, centrocampista dell'Antalyaspor.

## Carriera

### Club
Ha giocato nella massima serie israeliana.

### Nazionale
Nel 2022 ha esordito in nazionale.

## Palmarès

### Club

#### Competizioni nazionali
- Coppa d'Israele: 1

Hapoel Be'er Sheva: 2019-2020